# РМС Аквитанија
РМС Аквитанија (RMS Aquitania) је био британски прекоокеански брод и крузер од 1914–1950. када је изрезан у старо гвожђе.Припадао је "Почасном трију"(Grand trio)у ком су били још Мауретанија и Лузитанија и имао је надимак "Предивни брод" јер је имао предивну унутрашњост и декорацију.Аквитанија је прошла кроз Први светски рат 1914–1918. и Други светски рат 1939–1945. Аквитанија је имала најдужи сервис на свету у историји поморства све до 1968. када су Британци саградили Квин Елизабет 2 (Queen Elizabeth 2). Аквитанија је изрезана у старо гвожђе у Фаслану Шкотска 1950. године.